# 第伯里努斯
第伯里努斯（拉丁語：Tiberinus）古罗马神话人物之一。其事迹与艺术形象反映于维吉尔之著述《埃涅阿斯纪》和雕塑等文物中，后落水身亡，其名成为台伯河之源，具有重要地影响与积极意义。